# Aaron Wolf
Pour les articles homonymes, voir Wolf.
Aaron Philip Wolf (ウルフ・アロン, Urufu Aron), né le 25 février 1996, est un judoka japonais combattant dans la catégorie des mi-lourds, moins de 100 kg. Il compte deux médailles mondiales, l'or obtenu en 2017 à Budapest et le bronze remporté en 2019 à Tokyo. Il compte également deux médailles olympiques, toutes deux obtenues lors des Jeux Olympiques de Tokyo 2020 : une médaille d'or individuelle en moins de 100kg et une médaille d’argent dans l’épreuve mixte par équipes.

## Biographie
Né le 25 février 1996 à Tokyo de père américain et de mère japonaise, Aaron Wolf concourt pour le Japon.
En 2014, il remporte une médaille de bronze aux championnats du monde junior.
En 2017, il devient champion du monde en catégorie de moins de 100 kg, lors des championnats du monde à Budapest.
Lors des Championnats du monde 2019 à Tokyo, il s'incline en quart de finale face au Sud-coréen  Cho Gu-ham, avant de remporter une médaille de bronze lors des repêchages en s'imposant face au représentant de l'Azerbaïdjan Elmar Gasimov.

## Palmarès

### Compétitions internationales
| Année | Compétition                  | Lieu            | Résultat | Catégorie          |
| ----- | ---------------------------- | --------------- | -------- | ------------------ |
| 2014  | Championnats du monde junior | Fort Lauderdale | 3e       | Moins de 100 kg    |
| 2017  | Championnats du monde        | Budapest        | 1er      | Moins de 100 kg    |
| 2019  | Championnats du monde        | Tokyo           | 3e       | Moins de 100 kg    |
| 2021  | Jeux olympiques              | Tokyo           | 1er      | Moins de 100 kg    |
| 2021  | Jeux olympiques              | Tokyo           | 2e       | Par équipes mixtes |

### Tournois Grand Chelem et Grand Prix
| Année | Compétition  | Lieu        | Résultat | Catégorie       |
| ----- | ------------ | ----------- | -------- | --------------- |
| 2015  | Grand Prix   | Oulan-Bator | 1er      | Moins de 100 kg |
| 2015  | Grand Prix   | Tachkent    | 1er      | Moins de 100 kg |
| 2016  | Grand Chelem | Paris       | 3e       | Moins de 100 kg |
| 2016  | Grand Chelem | Bakou       | 3e       | Moins de 100 kg |
| 2017  | Grand Prix   | Düsseldorf  | 2e       | Moins de 100 kg |
| 2018  | Grand Prix   | Budapest    | 1er      | Moins de 100 kg |
| 2018  | Grand Chelem | Osaka       | 1er      | Moins de 100 kg |
| 2019  | Grand Chelem | Paris       | 2e       | Moins de 100 kg |
| 2019  | Grand Prix   | Budapest    | 1er      | Moins de 100 kg |
| 2021  | Grand Chelem | Antalya     | 2e       | Moins de 100 kg |
| 2023  | Grand Chelem | Oulan-Bator | 3e       | Moins de 100 kg |
| 2024  | Grand Chelem | Paris       | 1er      | Moins de 100 kg |
| 2024  | Grand Chelem | Antalya     | 3e       | Moins de 100 kg |
| 2024  | Grand Chelem | Astana      | 1er      | Moins de 100 kg |